# Satellite Award/Nikola Tesla Award
Der Nikola Tesla Award wurde erstmals im Jahr 2003 von der International Press Academy als Sonderpreis zur besonderen Anerkennung von Pionieren der Filmtechnik verliehen, welche durch ihre zukunftsweisenden Werke nachhaltig ihr Fachgebiet und kommende Generationen beeinflussen und weitere Innovationen fördern.
Der Award trägt den Namen eines Wissenschaftlers, dessen zahlreiche Erfindungen und Entdeckungen unsere Technologie prägen. Die Auszeichnung, eine bronzene Büste vom Physiker und Erfinder Nikola Tesla in denkender Pose, wurde vom serbischen Bildhauer Dragan Radenović geschaffen.

## Preisträger

### 2002–2009
| Jahr | Preisträger    | Begründung |
| ---- | -------------- | --- |
| 2002 | George Lucas   | Für seine zukunftsweisenden Werke und Lucasfilm, mit dem er die Grenzen der Filmproduktion erweitert.          |
| 2003 | James Cameron  | Für seine herausragenden Effekte und innovative 3D-Filme.                                                      |
| 2004 | Jerry Lewis    | Für die Einführung von Video-Assistenz-Systemen, die heutzutage zum Standard zählen.                           |
| 2005 | Stan Winston   | Für seine fantastischen und schrecklichen Kreationen.                                                          |
| 2006 | Richard Donner | Für seine Spezialeffekte in Superman, die ihrer Zeit voraus und heutiger CGI mindestens ebenbürtig waren.      |
| 2007 | Dennis Muren   | Für seinen Beitrag zur Morphing-Technologie und dem Einsatz von Computern für beeindruckende visuelle Effekte. |
| 2008 | Rick Baker     | Für seine außergewöhnlichen Make-up-Effekte als Maskenbildner.                                                 |
| 2009 | Roger Deakins  | Für seine kreative Filmkunst und seinen emotionalen Stil.                                                      |

### 2010–2019
| Jahr | Preisträger                                         | Begründung |
| ---- | --------------------------------------------------- | --- |
| 2010 | Robert A. Harris                                    | Für seinen Einsatz als Filmhistoriker und -bewahrer. |
| 2011 | Douglas Trumbull                                    | Für seinen erfinderischen und unternehmerischen Geist. |
| 2012 | Walter Murch                                        | Für seine ausgezeichneten Erfolge in Sound Design und Tonschnitt.                                                                                            |
| 2013 | Garrett Brown                                       | Für seine revolutionären Leistungen in der Kameratechnik. |
| 2014 | Industrial Light & Magic                            | Für das Setzen von Maßstäben bei visuellen Effekten und den atemberaubendsten Bildern der Filmgeschichte.                                                    |
| 2015 | Robert Rutherford / Jonathan Miller (Hive Lighting) | Für ihr energieeffizientes, vollspektrales und flackerfreies Plasma-Beleuchtungssystem.                                                                      |
| 2016 | John Toll                                           | Für das Setzen von Maßstäben in zukunftsweisender, digitaler Filmtechnik.                                                                                    |
| 2017 | Robert Legato                                       | Für sein Geschick, visuelle Effekte stimmungsvoll einzusetzen.                                                                                               |
| 2018 | Kevin Baillie                                       | Für innovatives Vorgehen mit Story-gerechten VFX, das die entwickelten Techniken mit neuer Technologie mischt, um bahnbrechende Filmemacher zu unterstützen. |
| 2019 | Joe Letteri                                         | Für seine innovativen Leistungen in der Filmproduktion. |

### Ab 2020
| Jahr | Preisträger        | Begründung |
| ---- | ------------------ | --- |
| 2020 | Dick Pope          | Für sein Talent, mit der Kamera jede beliebige Welt mit charakterisierenden Farbspielen auf die Leinwand zu bringen |
| 2021 | Joan Collins Carey | Für 40 Jahre Erfahrung als Allrounder in Film- und Fernsehproduktion, versiert im Umgang mit VFX, CGI und interaktiven Technologien. Als Multimedia-Produzentin verfügt sie über ein breites Portefeuille aus Animationen, Streaming, Simulationen, Pod- und Webcasts, Werbespots sowie Virtual Reality |
| 2022 | Ryan Tudhope       | Für sein zielgerichtetes Interesse, Live-Action-Stunts und Visuelle Effekte überzeugend zu verschmelzen |
| 2023 | Neil Corbould      | Für seine langjährigen Spezialeffekt-Arbeiten, vielfach nominiert und ausgezeichnet. Bemerkenswert seine dreifache Nominierung in derselben Kategorie für den Oscar 2024 |
| 2024 | Simon Hayes        | Für innovative Leistungen in der Filmproduktion |